# Earl Grant
Earl Grant (20 de enero de 1931 - 10 de junio de 1970) fue un pianista, organista y vocalista estadounidense popular en las décadas de 1950 y 1960.

## Carrera
Grant nació en Idabel, Oklahoma. Aunque más tarde sería conocido por sus teclados y voces, Grant también tocaba la trompeta y la batería. Grant asistió a cuatro escuelas de música y finalmente se convirtió en profesor de música. Aumentó sus ingresos actuando en clubes durante su servicio militar, durante el cual estuvo destinado en Fort Bliss, Texas. Grant firmó con Decca Records en 1957 y su primer sencillo "The End" alcanzó el número 7 en la lista Billboard Hot 100. El álbum Ebb Tide (And Other Instrumental Favorites) vendió más de un millón de copias, ganando el estatus de disco de oro. Grabó seis sencillos más que llegaron a las listas, incluido "Swingin 'Gently" (de Beyond the Reef), y seis álbumes adicionales (en el sello Decca) hasta 1968. También grabó el álbum Yes Sirree! y el álbum instrumental Trade Winds, single track en el órgano y piano Hammond, con el tema amoroso de la película El Cid y "Eternally" de Chaplin. Este álbum incluía algunos "cantos de pájaros tropicales" de sonido realista producidos por su órgano eléctrico. "House of Bamboo" fue otro sencillo de gran venta. Grant grabó 30 álbumes para Decca, principalmente en el sello Brunswick, una subsidiaria de Decca.
Varios de sus álbumes incluyeron al saxofonista tenor Plas Johnson.
Grant también hizo algunas apariciones en películas y en televisión, incluyendo Tender Is the Night (1962), Juke Box Rhythm (1959), It Takes a Thief (1969) y The Ed Sullivan Show (1960).
Grant cantó el tema principal de la película de 1959 Imitation of Life.
Murió instantáneamente en un accidente automovilístico en Lordsburg, Nuevo México, a la edad de 39 años cuando el automóvil que conducía salió de la Interestatal 10. Conducía desde Los Ángeles a un destino previsto en Juárez, México, para una aparición en el La Discoteca Fiesta. El hijo de 17 años de su primo, Roosevelt Wilson Jr., también murió en el accidente.
El 25 de junio de 2019, The New York Times Magazine incluyó a Earl Grant entre los cientos de artistas cuyo material, según los informes, fue destruido en el incendio de Universal de 2008.

## Discografía
- The Versatile Earl Grant (Decca DL-8672, 1958)
- The End (Decca DL-8830, 1958)
- Midnight Earl (Decca DL-9201, 1958)
- Grant Takes Rhythm (Decca DL-8905, 1959)
- Nothin' But The Blues (Decca DL-8916, 1959)
- Paris Is My Beat (Decca DL-8935, 1959)
- The Magic of Earl Grant (Decca DL-74044, 1960)
- Ebb Tide (And Other Instrumental Favorites) (Decca DL-74165, 1961)
- Earl After Dark (Decca DL-74188, 1961)
- Beyond The Reef (And Other Instrumental Favorites) (Decca DL-74231, 1962)
- At Basin Street East (Decca DL-74299, 1962)
- Midnight Sun (Decca DL-74338, 1962)
- Yes Sirree! (Decca DL-74405, 1963)
- Fly Me To The Moon (Decca DL-74454, 1963)
- Just For A Thrill (Decca DL-74506, 1964)
- Just One More Time (And Other Instrumental Favorites) (Decca DL-74576, 1964)
- Trade Winds (Decca DL-74623, 1965)
- Spotlight on Earl Grant (Decca DL-74624, 1965)
- Winter Wonderland (Decca DL-74677, 1965)
- Sings and Plays Songs Made Famous By Nat Cole (Decca DL-74729, 1966)
- Stand By Me (Decca DL-74738, 1966)
- Bali Ha'i (Decca DL-74806, 1966)
- A Closer Walk With Thee (Decca DL-74811, 1966)
- Earl Grant's Greatest Hits (Decca DL-74813, 1967)
- Gently Swingin'  (Decca DL-74937, 1968)
- Spanish Eyes (Decca DL-74974, 1968)
- In Motion! (Decca DL-75052, 1968)
- This Magic Moment (Decca DL-75108, 1969)
- A Time For Us (Decca DL-75158, 1969)